# EuroLeague 2004/05
Die Saison 2004/05 war die 5. Spielzeit der EuroLeague unter Leitung der ULEB und die insgesamt 48. Saison des bedeutendsten Wettbewerbs für europäische Basketball-Vereinsmannschaften, der von 1958 bis 2000 von der FIBA unter verschiedenen Bezeichnungen organisiert wurde.
Den Titel gewann wie im Vorjahr Maccabi Tel Aviv.

## Hauptrunde

### Vorrunde
In dieser ersten Phase traten die 24 Mannschaften aufgeteilt in drei Gruppen (A bis C) in Heim- bzw. Auswärtsspielen gegeneinander an bis ein jedes Team 14 Spiele absolviert hatte. Für die nächste Runde qualifizierten sich die fünf besten aus jeder Gruppe sowie der beste Gruppensechste.

### Gruppe A
| Team                    | Sp | S  | N  | P+   | P-   |
| ----------------------- | -- | -- | -- | ---- | ---- |
| 1. Climamio Bologna     | 14 | 12 | 2  | 1199 | 1103 |
| 2. Efes Pilsen Istanbul | 14 | 12 | 2  | 1080 | 934  |
| 3. Cibona Zagreb        | 14 | 8  | 6  | 1119 | 1072 |
| 4. Real Madrid          | 14 | 7  | 7  | 1056 | 1020 |
| 5. Prokom Trefl Sopot   | 14 | 7  | 7  | 981  | 1028 |
| 6. Estudiantes Madrid   | 14 | 4  | 10 | 1074 | 1109 |
| 7. Olympiakos Piräus    | 14 | 4  | 10 | 1017 | 1144 |
| 8. Partizan Belgrad     | 14 | 2  | 12 | 1030 | 1146 |

### Gruppe B
| Team                       | Sp | S  | N  | P+   | P-   |
| -------------------------- | -- | -- | -- | ---- | ---- |
| 1. Maccabi Tel Aviv        | 14 | 10 | 4  | 1324 | 1189 |
| 2. FC Winterthur Barcelona | 14 | 9  | 5  | 1071 | 1045 |
| 3. Žalgiris Kaunas         | 14 | 7  | 7  | 1185 | 1180 |
| 4. AEK Athen               | 14 | 7  | 7  | 1102 | 1106 |
| 5. Montepaschi Siena       | 14 | 7  | 7  | 1105 | 1049 |
| 6. Scavolini Pesaro        | 14 | 7  | 7  | 1116 | 1168 |
| 7. Olimpija Ljubljana      | 14 | 6  | 8  | 1040 | 1058 |
| 8. Asvel Villeurbanne      | 14 | 2  | 12 | 973  | 1121 |

### Gruppe C
| Team                   | Sp | S  | N  | P+   | P-   |
| ---------------------- | -- | -- | -- | ---- | ---- |
| 1. ZSKA Moskau         | 14 | 14 | 0  | 1191 | 1074 |
| 2. Panathinaikos Athen | 14 | 8  | 6  | 1126 | 1061 |
| 3. Benetton Treviso    | 14 | 8  | 6  | 1039 | 986  |
| 4. Ülker Istanbul      | 14 | 7  | 7  | 1030 | 987  |
| 5. TAU Vitoria         | 14 | 6  | 8  | 1149 | 1146 |
| 6. Unicaja Málaga      | 14 | 6  | 8  | 1030 | 1024 |
| 7. Skyliners Frankfurt | 14 | 4  | 10 | 996  | 1137 |
| 8. EB Pau Orthez       | 14 | 3  | 11 | 1070 | 1216 |

## Zwischenrunde (Top 16)
In der zweiten Phase der Euroleague wurden die verbliebenen 16 Mannschaften in vier Gruppen (D bis G) zu je vier Teams aufgeteilt. Dabei spiegelte sich das Abschneiden aus der Regulären Saison in der Setzliste für die Auslosung wider. Auch in dieser Phase traten die Mannschaften einer jeden Gruppe in Hin- und Rückspielen gegeneinander an. Die zwei besten Teams jeder Gruppe qualifizierten sich dabei für die nächste Runde.

### Gruppe D
| Team                 | Sp | S | N | P+  | P-  |
| -------------------- | -- | - | - | --- | --- |
| 1. Maccabi Tel Aviv  | 6  | 6 | 0 | 513 | 427 |
| 2. Ulker Istanbul    | 6  | 3 | 3 | 434 | 469 |
| 3. Montepaschi Siena | 6  | 2 | 4 | 470 | 462 |
| 4. Cibona Zagreb     | 6  | 1 | 5 | 430 | 489 |

### Gruppe E
| Team                       | Sp | S | N | P+  | P-  |
| -------------------------- | -- | - | - | --- | --- |
| 1. ZSKA Moskau             | 6  | 5 | 1 | 515 | 450 |
| 2. Scavolini Pesaro        | 6  | 3 | 3 | 467 | 492 |
| 3. FC Winterthur Barcelona | 6  | 2 | 4 | 463 | 478 |
| 4. Real Madrid             | 6  | 2 | 4 | 477 | 502 |

### Gruppe F
| Team                   | Sp | S | N | P+  | P-  |
| ---------------------- | -- | - | - | --- | --- |
| 1. Panathinaikos Athen | 6  | 4 | 2 | 480 | 450 |
| 2. TAU Vitoria         | 6  | 4 | 2 | 526 | 483 |
| 3. Climamio Bologna    | 6  | 4 | 2 | 471 | 479 |
| 4. Zalgiris Kaunas     | 6  | 0 | 6 | 457 | 522 |

### Gruppe G
| Team                | Sp | S | N | P+  | P-  |
| ------------------- | -- | - | - | --- | --- |
| 1. Benetton Treviso | 6  | 4 | 2 | 447 | 385 |
| 2. Efes Pilsen      | 6  | 4 | 2 | 424 | 377 |
| 3. AEK Athen        | 6  | 4 | 2 | 436 | 427 |
| 4. Prokom Trefl     | 6  | 0 | 6 | 387 | 505 |

## Viertelfinale
In einem Modus "Best of Three" traten die verbliebenen acht Teams in vier Mannschaftsbegegnungen gegeneinander an. Die Gruppenersten aus der zweiten Phase genossen dabei bei einem eventuell benötigten dritten Entscheidungsspiel Heimrecht. Die vier Mannschaften, welche diese Duelle für sich entscheiden konnten, qualifizierten sich für das Final 4 Turnier.
Die Viertelfinalspiele fanden zwischen dem 4. April und 12./13. April 2005 statt.
| Paarung             | Paarung | Paarung          | 1. Spiel     | 2. Spiel | 3. Spiel |
| ------------------- | ------- | ---------------- | ------------ | -------- | -------- |
| Maccabi Tel Aviv    | -       | Scavolini Pesaro | 88:60        | 103:100  | -        |
| ZSKA Moskau         | -       | Ulker Istanbul   | 88:71        | 82:64    | -        |
| Panathinaikos Athen | -       | Efes Pilsen      | 102:96 n. V. | 63:75    | 84:76    |
| Benetton Treviso    | -       | TAU Vitoria      | 59:98        | 64:66    | -        |

## Final Four Turnier
In einem Turnier das innerhalb eines Wochenendes im Sportkomplex Olimpijski in Moskau stattfand, traten je zwei Mannschaften in Halbfinals gegeneinander an. Die Sieger qualifizierten sich für das Finale aus dem der Sieger der EuroLeague hervorging.

### Halbfinale
Die Halbfinalspiele fanden am 6. Mai statt.
| Paarung          | Paarung | Paarung             | Ergebnis |
| ---------------- | ------- | ------------------- | -------- |
| Maccabi Tel Aviv | -       | Panathinaikos Athen | 91:82    |
| ZSKA Moskau      | -       | TAU Vitoria         | 78:85    |

### Spiel um Platz 3
Das Spiel fand am 8. Mai statt.
| Paarung     | Paarung | Paarung             | Ergebnis    |
| ----------- | ------- | ------------------- | ----------- |
| ZSKA Moskau | -       | Panathinaikos Athen | 91:94 n. V. |

### Finale
Das EuroLeague Finale fand am 8. Mai 2005 statt.
| Paarung          | Maccabi Tel Aviv – TAU Vitoria |
| Ergebnis         | 90:78 |
| Datum            | 8. Mai 2005 |
| Stadion          | Sportkomplex Olimpijski, Moskau |
| Zuschauer        | 13.607 |
| Schiedsrichter   | Romuldas Brazauskas, Stefano Cazzaro, Carl Jungebrand |
| Maccabi Tel Aviv | Anthony Parker 12 Punkte, Maceo Baston 18, Šarūnas Jasikevičius 22, Nikola Vujčić 13, Tal Burstein 8, Derrick Sharp, Nestoras Kommatos 13, Yaniv Green, Yotam Halperin 2, Regev Fafan, Gur Shelef, Asaf Dotan 2 Trainer: Pini Gershon |
| TAU Vitoria      | Luis Scola 21, Pablo Prigioni, Travis Hansen 13, Arvydas Macijauskas 13, José Calderón 16, Sergi Vidal Plana 5, Robert Conley, Kornél Dávid 4, Tiago Splitter 6, Robert Gabini, Andrew Betts Trainer: Velimir Perasović               |

## Auszeichnungen

### MVP der Euroleague Saison 2004–2005

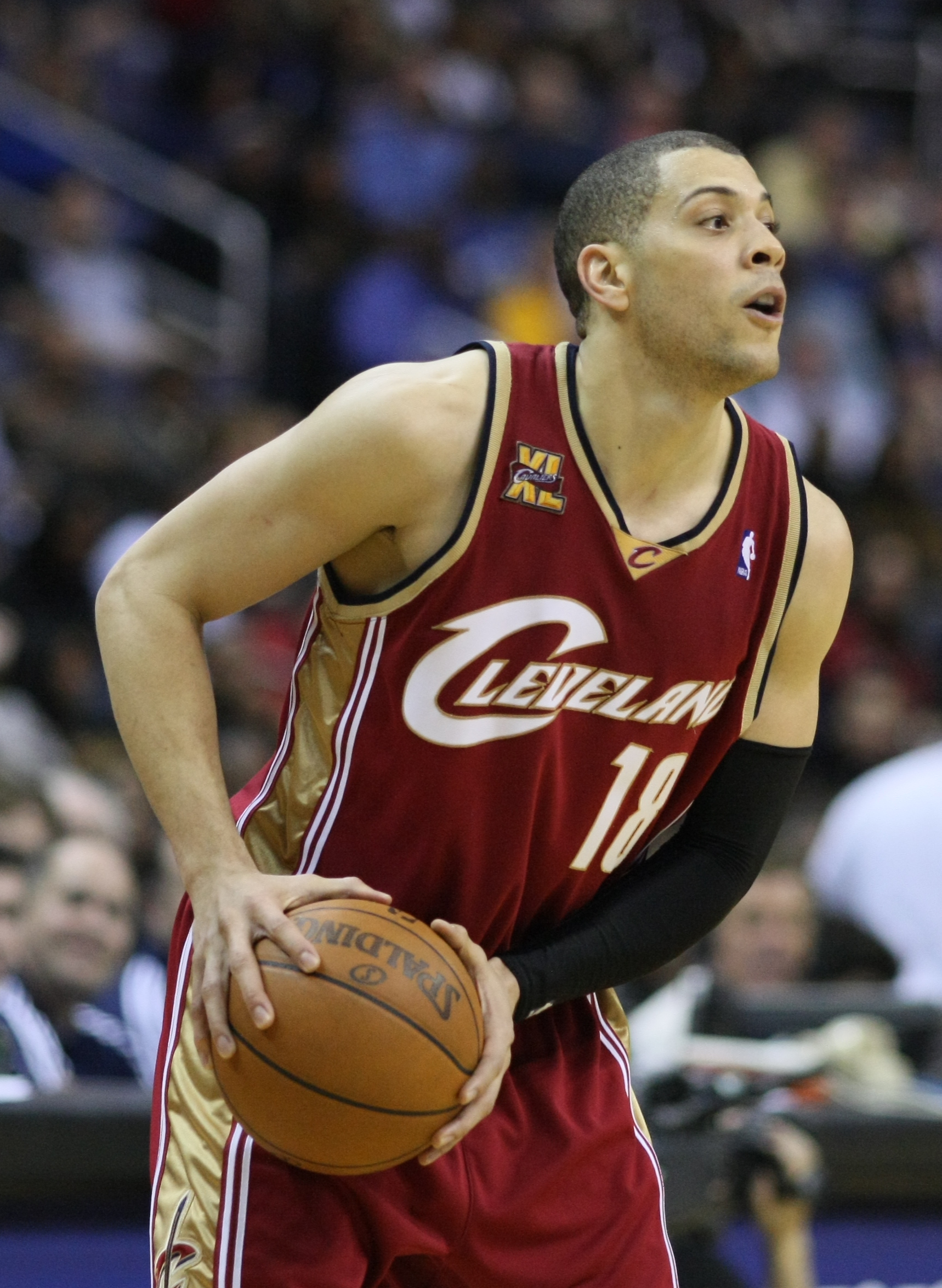
Regular Season MVP: Anthony Parker

- Anthony Parker (Maccabi Tel Aviv)

### Final Four MVP

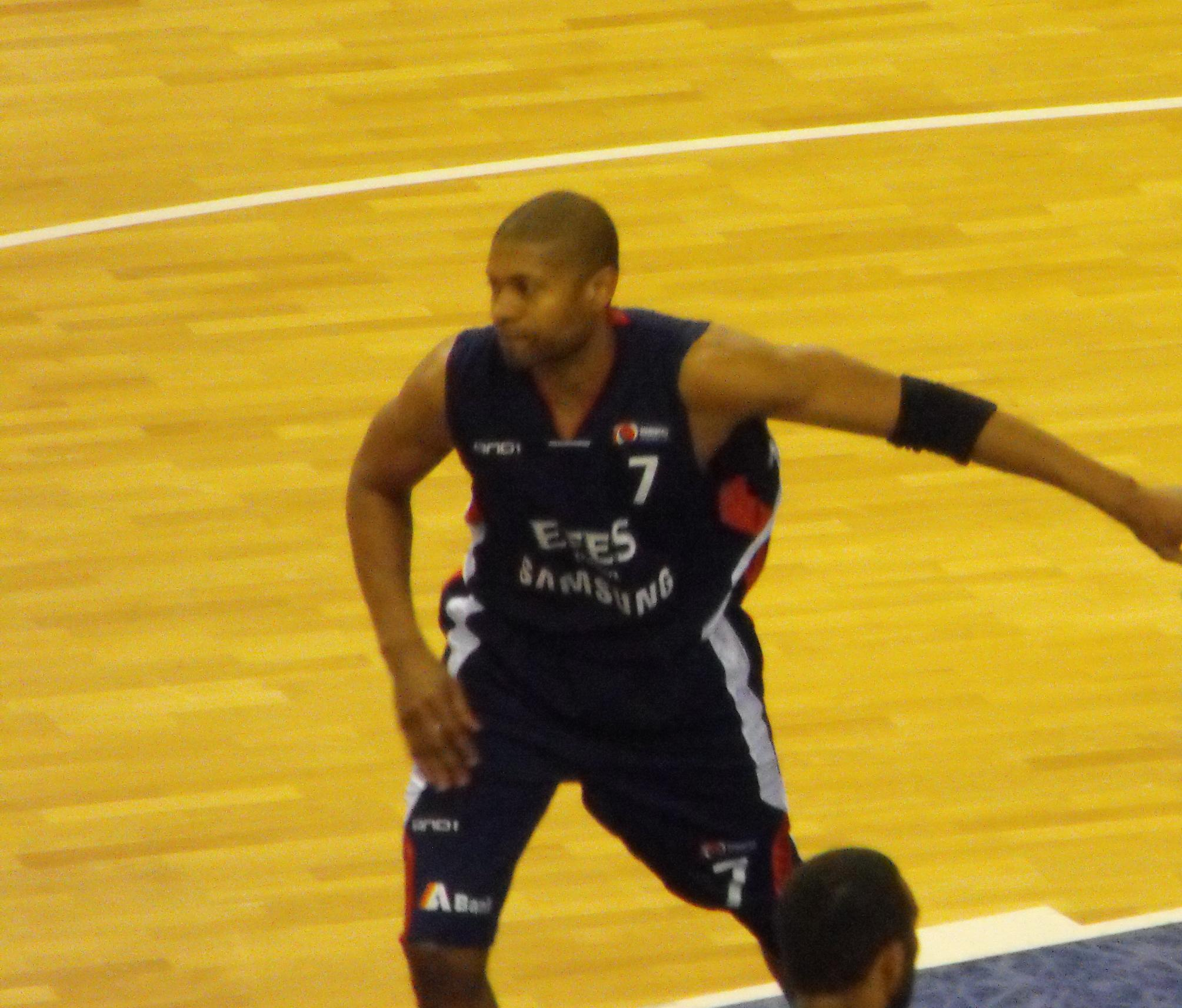
Top Scorer: Charles Smith

- Šarūnas Jasikevičius (Maccabi Tel Aviv)

### All Euroleague First Team 2004–2005
- Šarūnas Jasikevičius (Maccabi Tel Aviv)
- Arvydas Macijauskas (Tau Ceramica)
- Anthony Parker (Maccabi Tel Aviv)
- David Andersen (ZSKA Moskau)
- Nikola Vujčić (Maccabi Tel Aviv)

### All Euroleague Second Team 2004–2005
- Jaka Lakovič (Panathinaikos Athen)
- Marcus Brown (ZSKA Moskau)
- Charles Smith (Scavolini Pesaro)
- Luis Scola (TAU Cerámica)
- Tanoka Beard (Žalgiris Kaunas)

### Bester Verteidiger
- Dimitrios Diamantidis (Panathinaikos Athen)

### Rising Star Trophy
- Erazem Lorbek (Climamio Bologna)

### Alphonso Ford Top Scorer Trophy
- Charles Smith (Scavolini Pesaro)

### Trainer des Jahres (Alexander Gomelski Trophy)
- Pini Gershon (Maccabi Tel Aviv)

### Club Executive of the Year
- Jose Antonio Querejeta (TAU Ceramica)

### MVP des Monats
- November:  Anthony Parker (Maccabi)
- Dezember:  Serkan Erdoğan (Ülkerspor)
- Januar:  Theodoros Papaloukas (ZSKA Moskau)
- Februar:  Jaka Lakovič (Panathinaikos)
- März:  Arvydas Macijauskas (Saskia Baskonia)
- April:  Marcus Brown (ZSKA Moskau)